# Bischofsgrün
Bischofsgrün este o comună din districtul Bayreuth, regiunea administrativă Franconia Superioară, landul Bavaria, Germania.
Este o cunoscută stațiune climaterică de odihnă din masivul muntos Fichtelgebirge.